# Archaeaspis
Pour l’article homonyme, voir le genre Archaeaspis Ivantsov, 2001, voir Archaeaspinus..
Genre
Archaeaspis est un genre fossile de trilobites de la famille des Archaeaspididae.

## Liste des espèces
Selon Paleobiology Database (3 mai 2023) :
- Archaeaspis hupei Repina, 1965 - espèce type
- Archaeaspis macropleuron Lieberman, 2002
- Archaeaspis nelsoni Lieberman, 2002

## Classification
Le nom valide complet (avec auteur) de ce taxon est Archaeaspis Repina (d), 1965. Son espèce type est Archaeaspis hupei Repina, 1965.

### Fossiles
Six collections de fossiles sont référencées du Cambrien dont cinq de Californie (États-Unis) et une de Mongolie.